# Charles Proctor

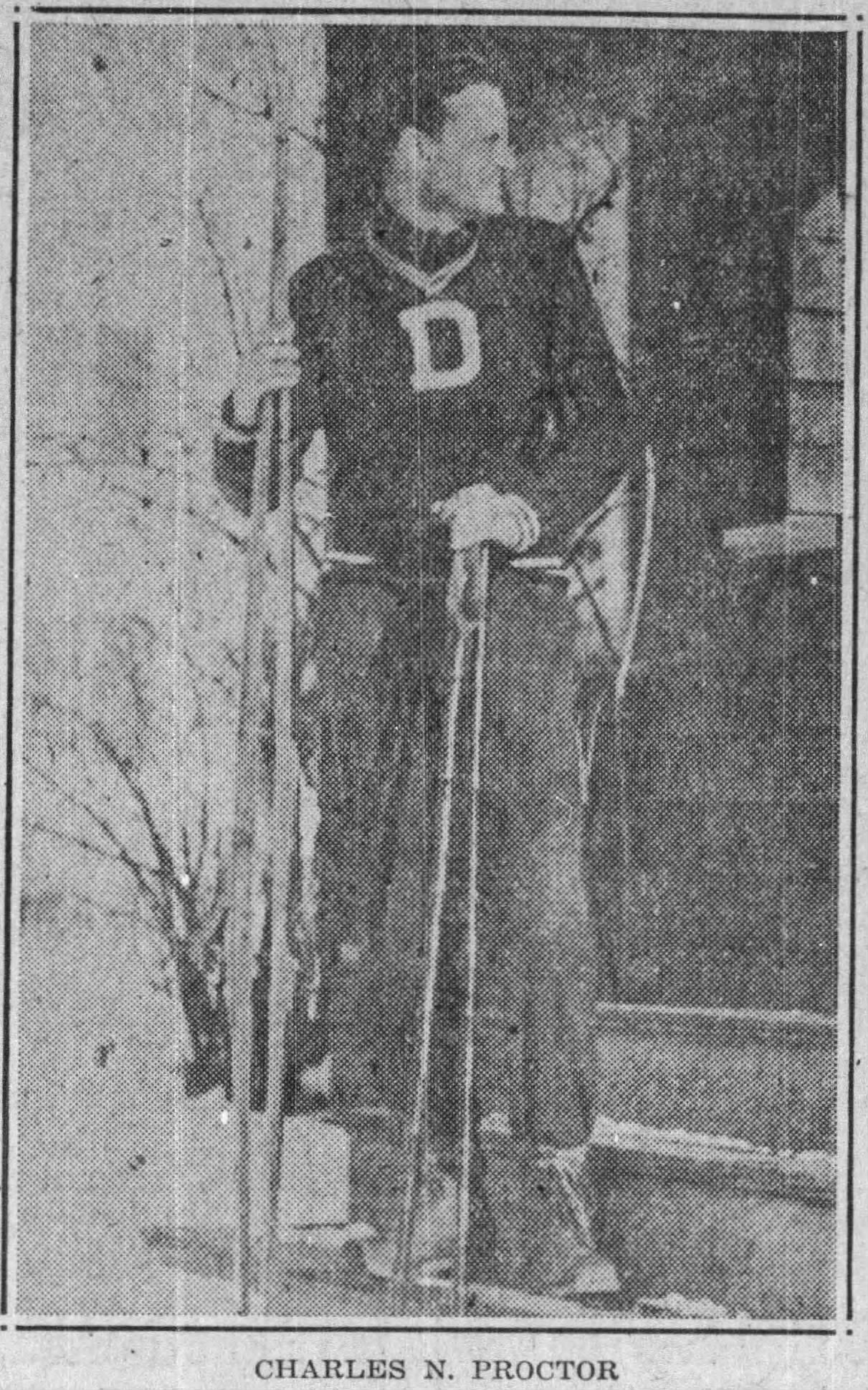

Charles Nancrede Proctor, född 4 januari 1906 i Columbia i Missouri, död 1 februari 1996 i Scotts Valley i Kalifornien, var en amerikansk längdåkare. Han var med i de olympiska vinterspelen 1928 i Sankt Moritz och kom på 44:e plats på 18 kilometer. Charles tävlade även i backhoppning där han kom på 14:e plats och i nordisk kombination där han kom på 26:e plats. Som pionjär för skidåkning i USA så författade han två böcker The Art of Skiing och Skiing.